# ダラス・エスコベド

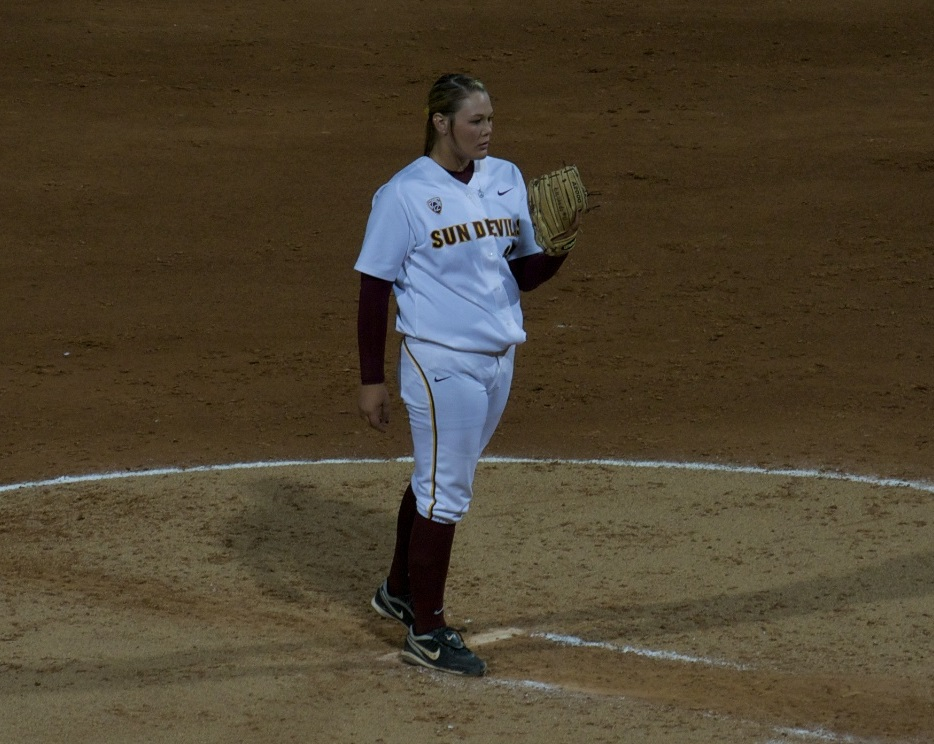
アリゾナ州立大学時代 (2013年)

ダラス・エスコベド（Dallas Escobedo、1992年4月12日 - ）は、アメリカ合衆国アリゾナ州フェニックス出身の女子ソフトボール選手（投手）。豊田自動織機シャイニングベガ所属。ソフトボールメキシコ代表。ニックネームはダルパル、ダル。

## 経歴

### アメリカ時代
8歳の時にソフトボールを始める。アリゾナ州立大学（アリゾナステート・サンデビルズ）では2011年のWCWS優勝に貢献した。2014年のNPFドラフト全体1位でペンシルベニア・リベリオンから指名を受け入団。その後はテキサス・チャージ、スクラップ・ヤード・ファストピッチなどでプレーをした。

### 日本リーグ時代
2019年から日本リーグの豊田自動織機シャイニングベガに所属。初年度は19試合に登板して10勝6敗・防御率1.14・奪三振153の成績を残し、10月20日のNECプラットフォームズレッドファルコンズ戦ではノーヒットノーランも達成した。
新型コロナウイルス感染拡大の影響で短縮シーズン（22試合→11試合）となった2020年は、全11試合に登板して7勝4敗・防御率0.96・奪三振68。最多勝利投手賞とベストナイン賞（投手）を受賞した。

### JDリーグ時代
JDリーグ初年度となった2022年は、20試合に登板して10勝7敗・防御率0.90・奪三振135。JDリーグの個人表彰タイトルの獲得はならなかったが、奪三振数は西地区で最多であった。

### 代表チーム
ユース時代はアメリカ代表としてプレーしており、2011年の世界ジュニア選手権では世界一を経験した。
その後、メキシコ代表として2016年、2018年の世界選手権、2019年の東京オリンピック予選などに出場。いずれの大会もエースとして活躍し、同国初のオリンピック出場の立役者となった。
2021年の東京オリンピックもメキシコ代表のエースとして臨んだ。7月21日に行われた初戦のカナダ戦にエスコベドは先発したが、4回4失点で敗戦投手となった。第2戦の日本戦は登板機会がなく、第3戦のアメリカ戦では先発したが敗戦投手となり、チームは3連敗を喫した。7月25日の第4戦・イタリア戦でエスコベドは3度目の先発を任されると、イタリア打線を1安打に抑え、5-0で完封勝利を収めた。この勝利はメキシコ代表の記念すべきオリンピック初勝利となった。続く第5戦のオーストラリア戦でも完投勝利をあげ、オリンピック初出場の同国代表を4位に導いた。なお、7月27日に行われたカナダとの3位決定戦では登板機会がなく、メキシコは2-3で敗れた。

## 選手としての特徴
投球の大半はムービングファストボールで、ナチュラルな変化を含め打者の手元で微妙に動くボールを自在に操る。大崩れすることのない安定感溢れるピッチングが持ち味。ソフトボールマガジンが実施した「選手が選ぶ何でもランキング」の変化球投手部門では3位にランクインしており、「手元で変化する、ボールがなくなる」、「振っても当たらない変化球」、「面白いくらい動いていた」などと評されている。

## 詳細情報

### 日本リーグ個人表彰
- 2020年 - 最多勝利投手賞（7勝4敗）、ベストナイン賞（投手）

### 背番号
- 44（2019 - ）